# Замок Линн
Замок Линн (нем. Burg Linn) — замок в районе Линн немецкого города Крефельд (федеральная земля Северный Рейн-Вестфалия).

## История

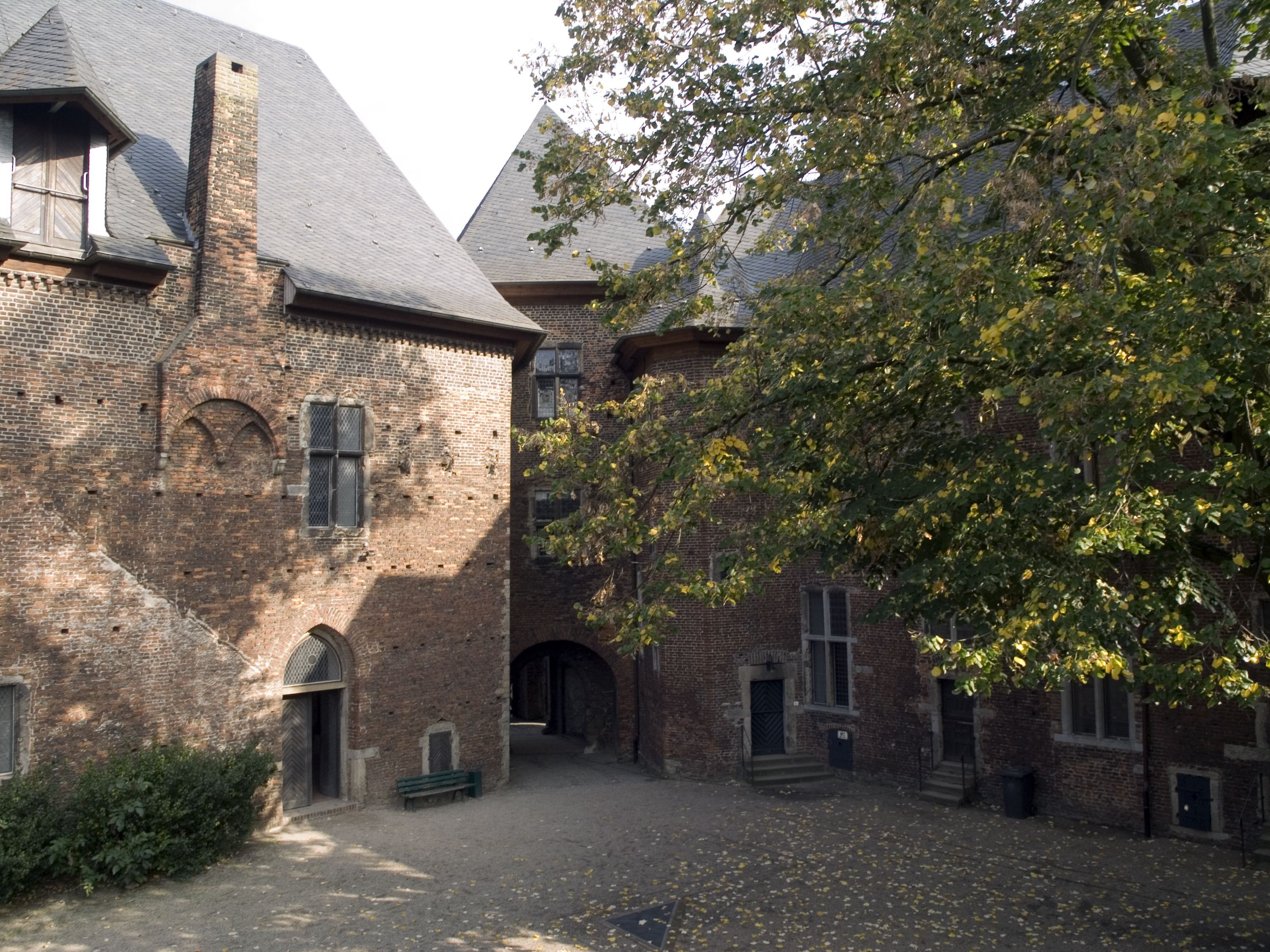
Внутренний двор замка

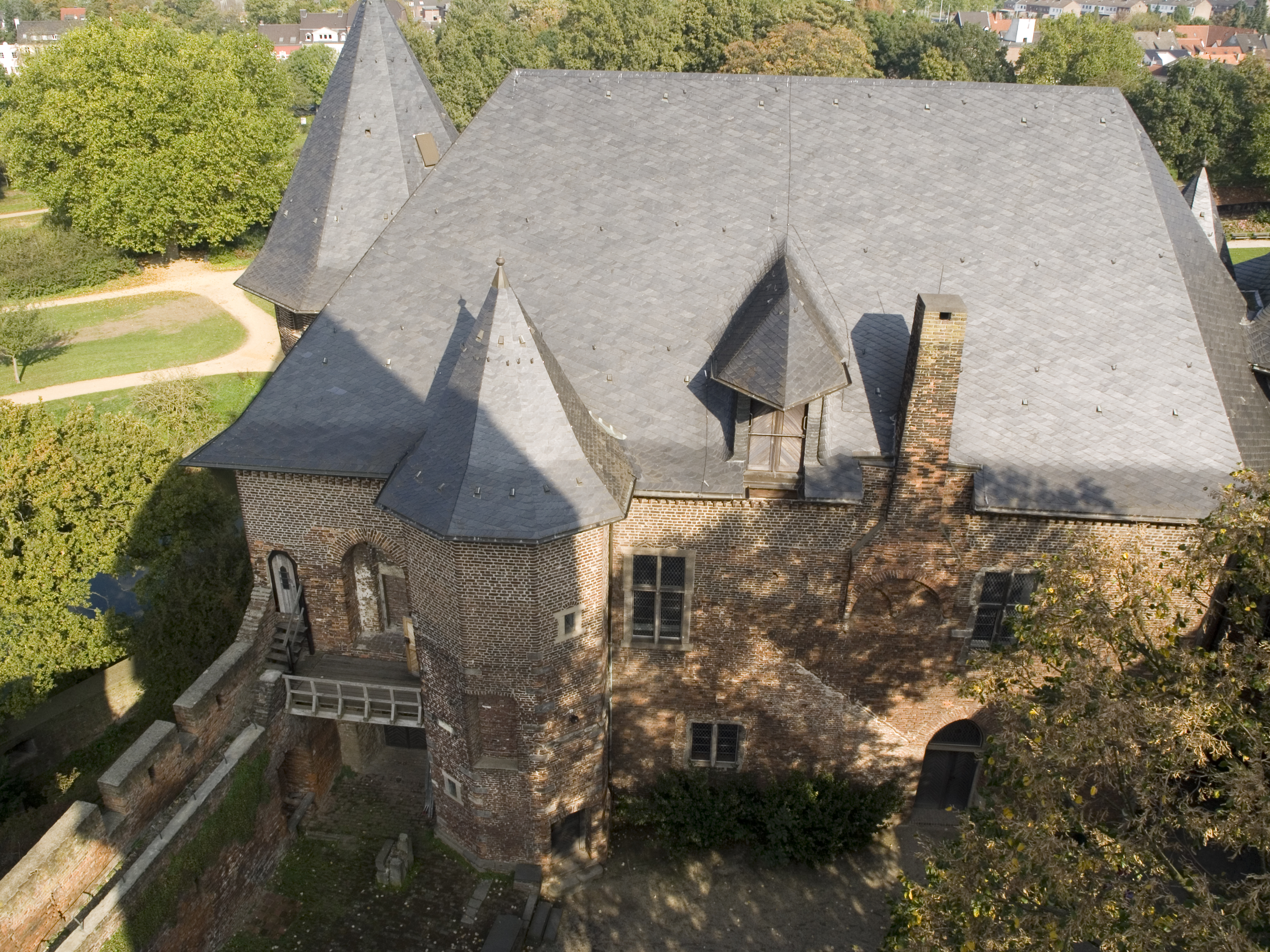
Жилой корпус замка

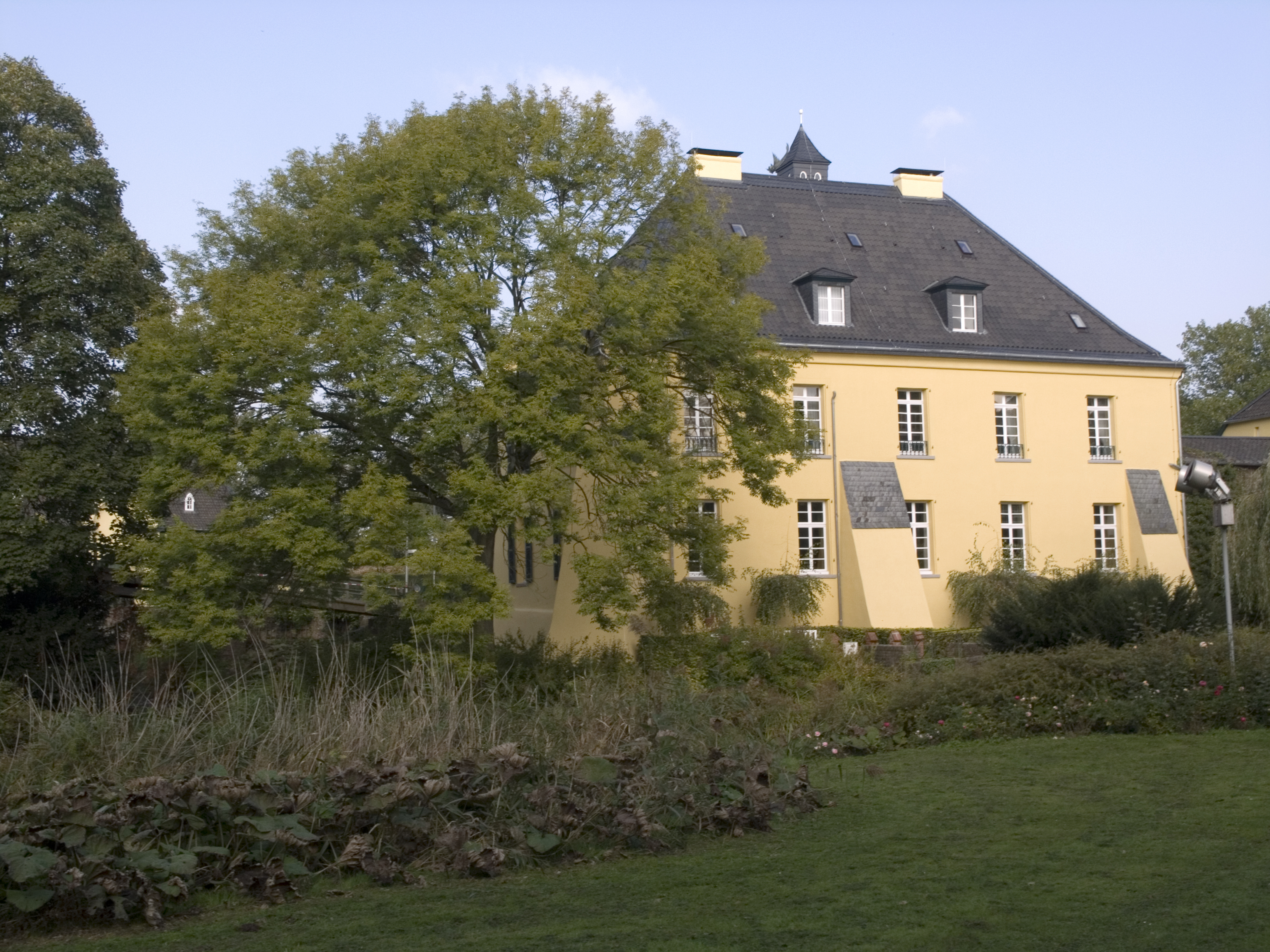
Охотничий дом

На том месте, где сейчас находится замок Бург Линн уже к началу XI века существовал окруженный рвом и укрепленный палисадом мотт с деревянной сторожевой башней. 
 В 1188 году барон Отто фон Линн, отправляясь в Третий крестовый поход, продает свой аллод Линн архиепископу Кёльна Филиппу I Хайнсбергу, сохранив при этом мотт в качестве личного феода. Вдохновившись в походе византийской архитектурой, по возвращении Отто фон Линн начинает строительство нового замка. Первые три части окружной стены строятся между 1195 и 1200 годами. Они образовали ровно половину запланированной замкнутой шестиугольной стены. Планировалось, что далее будет построена зеркально-симметричная часть стены, но по неизвестным причинам планы строительства изменились, и уже к 1202 году был построен четвертый участок стены меньшего размера, чем планировалось изначально. Это привело к необходимости изменения размеров 5-го и 6-го участков стены. На этом строительные работы прекратились. В 1219 году Отто фон Линн умирает. Замок переходит по наследству его сыну Герхарду фон Линну. Уже при нем было закончено строительство окружной стены: к 1230 году был закончен 5-й участок, а к 1250 — 6-й. В конце XIII века высота стен была увеличена на 3 м. 
 В начале XIV века замок находится в собственности наместника герцогства Клевского Генриха фон Штрюнкеде. Из замка осуществляются грабительские набеги, на принадлежащий графству Мёрс Крефельд. Это привело к тому, что жители Кёльна и Мёрса, объединившись, взяли Бург Линн штурмом. Теперь власть Кёльна над феодом Линн была закреплена договором. В это же время вокруг замка выкапывают ров. В 1488 году этот ров засыпается и на его месте строится внешняя оборонительная стена — протейхизма, а между стенами образуется внутреннее пространство — перибол. Вокруг протейхизмы был выкопан новый ров большего диаметра.

 На протяжении XV-XVII веков замок постоянно укрепляется и усиливается и становится одной из самых больших крепостей Нижнего Рейна. Свою обороноспособность Бург Линн доказал во время осады войсками Гессен-Касселя в 1643 году, которая длилась дольше 4-х недель. Тем не менее замок все-таки был захвачен, после чего вновь укреплен и усилен. 
 Во время войны за испанское наследство Бург Линн был сильно разрушен в 1702 году. В 1715 году новый урон нанес пожар, вызванный ударом молнии. Замок потерял своё стратегическое значение и с 1728 года стал нежилым. Лишь донжон башни продолжал выполнять роль тюрьмы. Отсюда и пошло его название «Butterturm» — «Башня судебного исполнителя».

 В 1740 году архиепископ и курфюрст кёльнский Клеменс Август превращает Бург Линн в охотничий замок, но останавливается там крайне редко. В 1794 году французы, занявшие Рейнскую область объявили аннексию замка в пользу Французского государства. В 1806 году Бург Линн приобретает шелковый фабрикант Исаак де Грайфф, который использовал замок как летнюю резиденцию, а зимой — как охотничий дом. Позже замок переходит по наследству одному из его сыновей Иоганну Филиппу де Грайффу. При нем вокруг замка разбивается обширный парк в английском стиле по проекту Максимилиана Фридриха Вейха. Позже замком владела Марианна Родиус, урожденная де Грайфф. После её смерти в 1902 году замок унаследовала её кузина Мария Шеллекес.

## Музей и реставрации
В 1924 году муж Марии Шеллекес советник юстиции Густав Шеллекес продает Бург Линн городу Крефельду за сумму 506 000 немецких марок. Инициатором этой сделки стал тогдашний бургомистр Крефельда доктор Йоханнес Йохансен, который активно скупал в муниципальную собственность недвижимость, сильно упавшую в цене после первой мировой войны.
 После второй мировой войны заброшенный и одичавший замок превращается в музей. Он активно обставляется старинной мебелью, так что сегодня он представляет подлинную картину средневекового замка. 
Более 260 лет у замка не было стропил. В ходе ремонта после второй мировой войны была отремонтирована только плоская крыша, защищавшая от непогоды. В 1980-е годы реставрация крыши стала насущной проблемой. На средства, полученные от пожертвований, замок получил новую крышу, которую можно видеть и сегодня. Новая крыша — это компромисс между историей и целесообразностью. Скорее всего оригинальная крыша была не настолько крута как сегодняшняя, однако, стопроцентная реконструкция была невозможна, по причине того, что никакой документации на эту тему не сохранилось. Стропила устанавливались по современным технологиям, что, пожалуй, более оправдано, чем строительство крыши по средневековым традициям. Донжон замка служит прекрасной смотровой площадкой, откуда открываются виды на парк и районы Крефельда Линн и Юрдинген.

 Также к музею относится охотничий дом, в котором обставлено несколько комнат в стиле XVIII-XIX столетий. Посетители также могут ознакомиться с полностью обставленной нижнерейнской крестьянской кухней и увидеть коллекцию старинных музыкальных инструментов. Рядом находится музей, в котором представлены находки археологических раскопок в Рейнской области. Вместе эти музеи образуют Музейный Центр Бург Линн.

 Ежегодно на День Святой Троицы возле Бург Линн проводится праздник «Рынок льна». Это имитация средневекового рынка, на котором игры, костюмы, музыка способствуют воссозданию средневековой атмосферы.

## Галерея

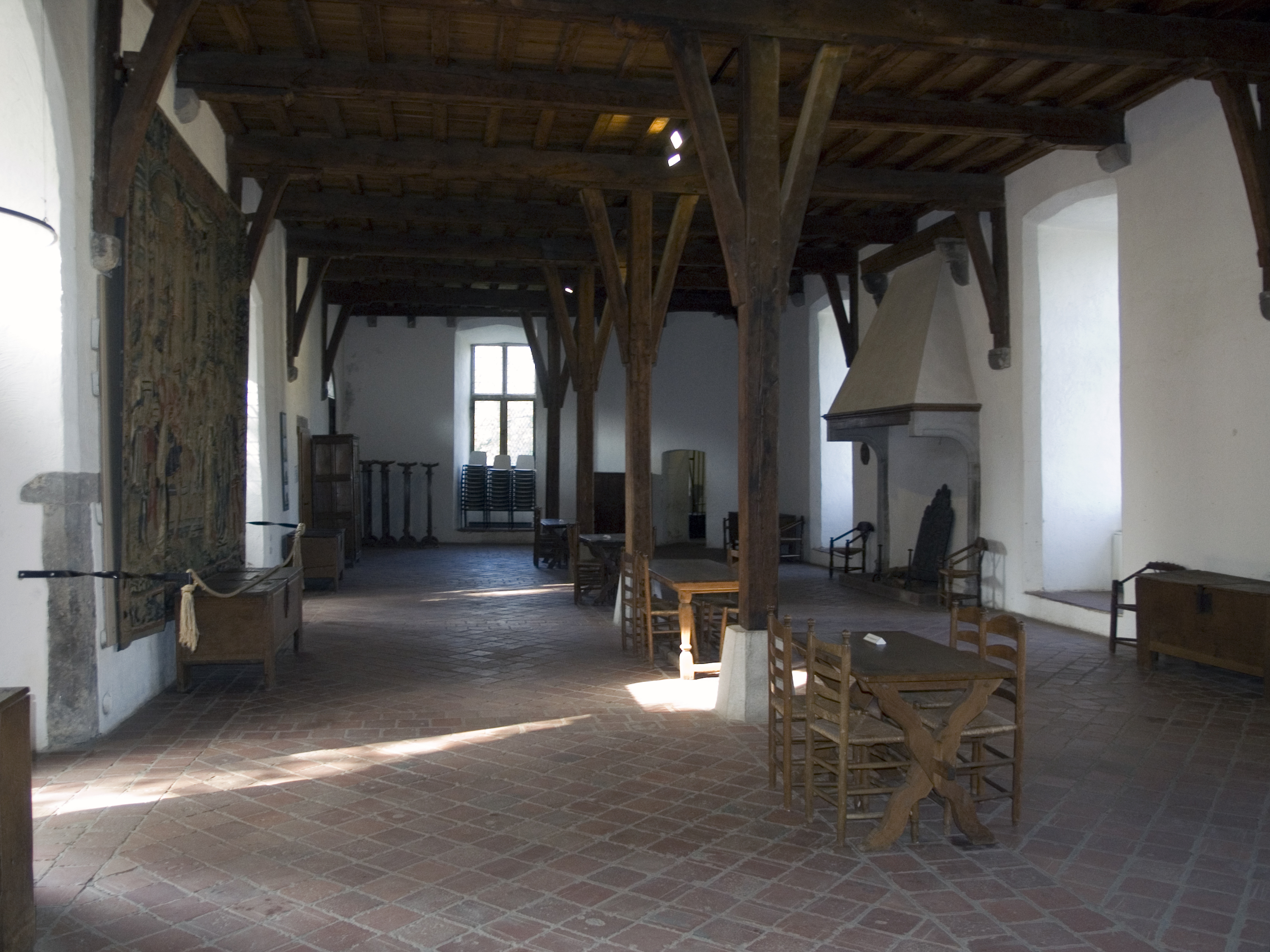
Внутренний зал замка
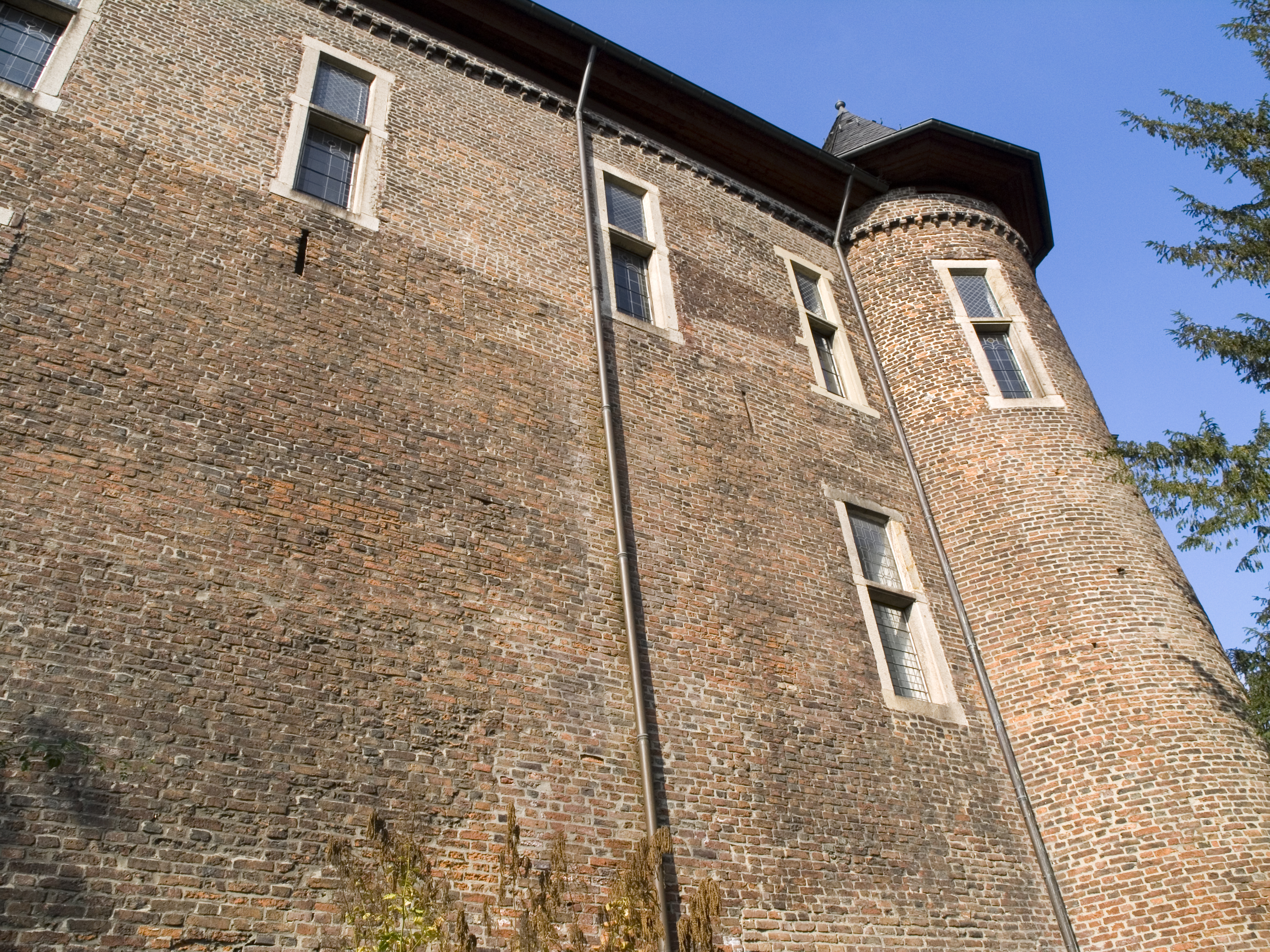
Юго-западная стена замка
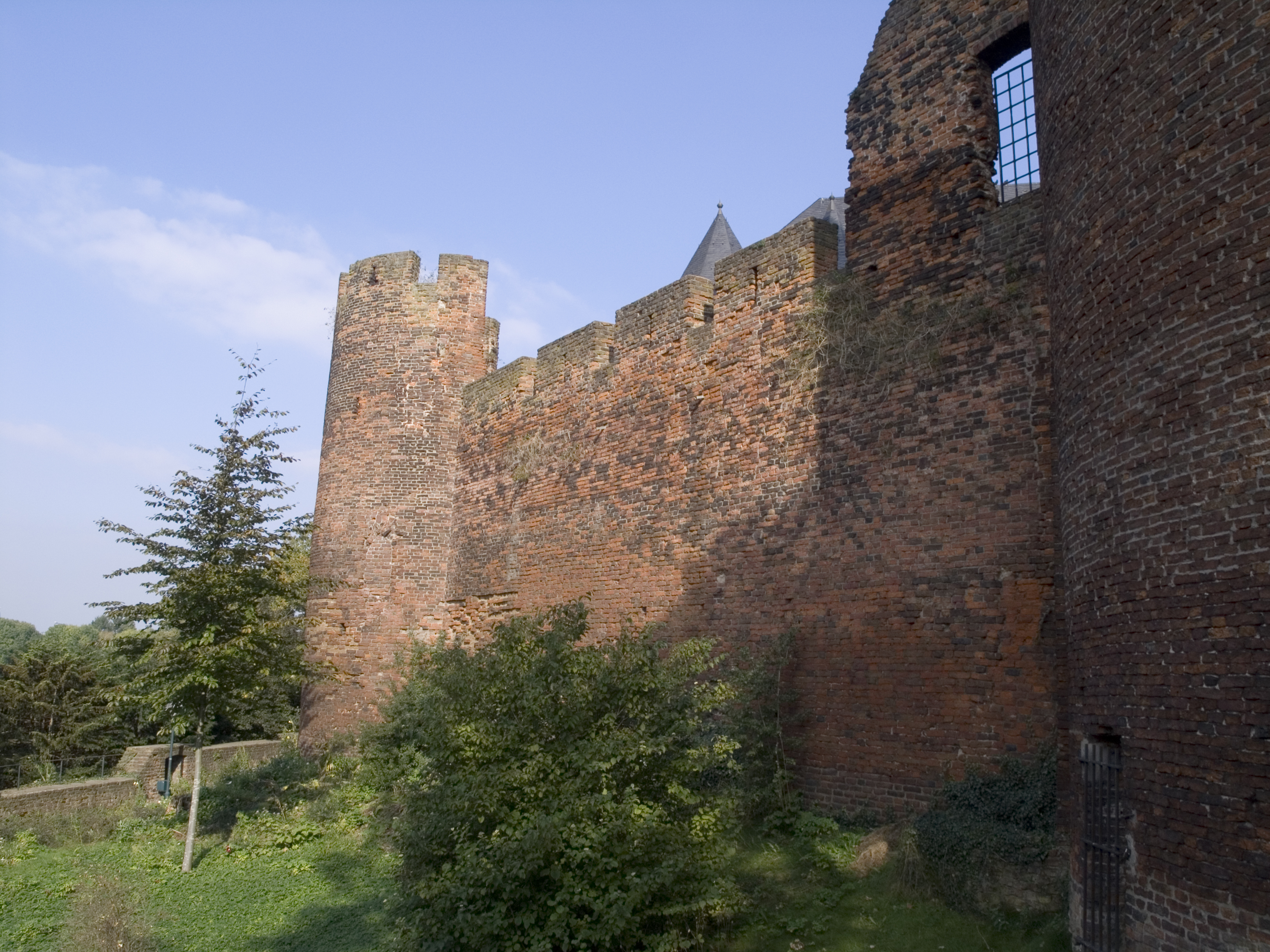
Северо-западная стена замка
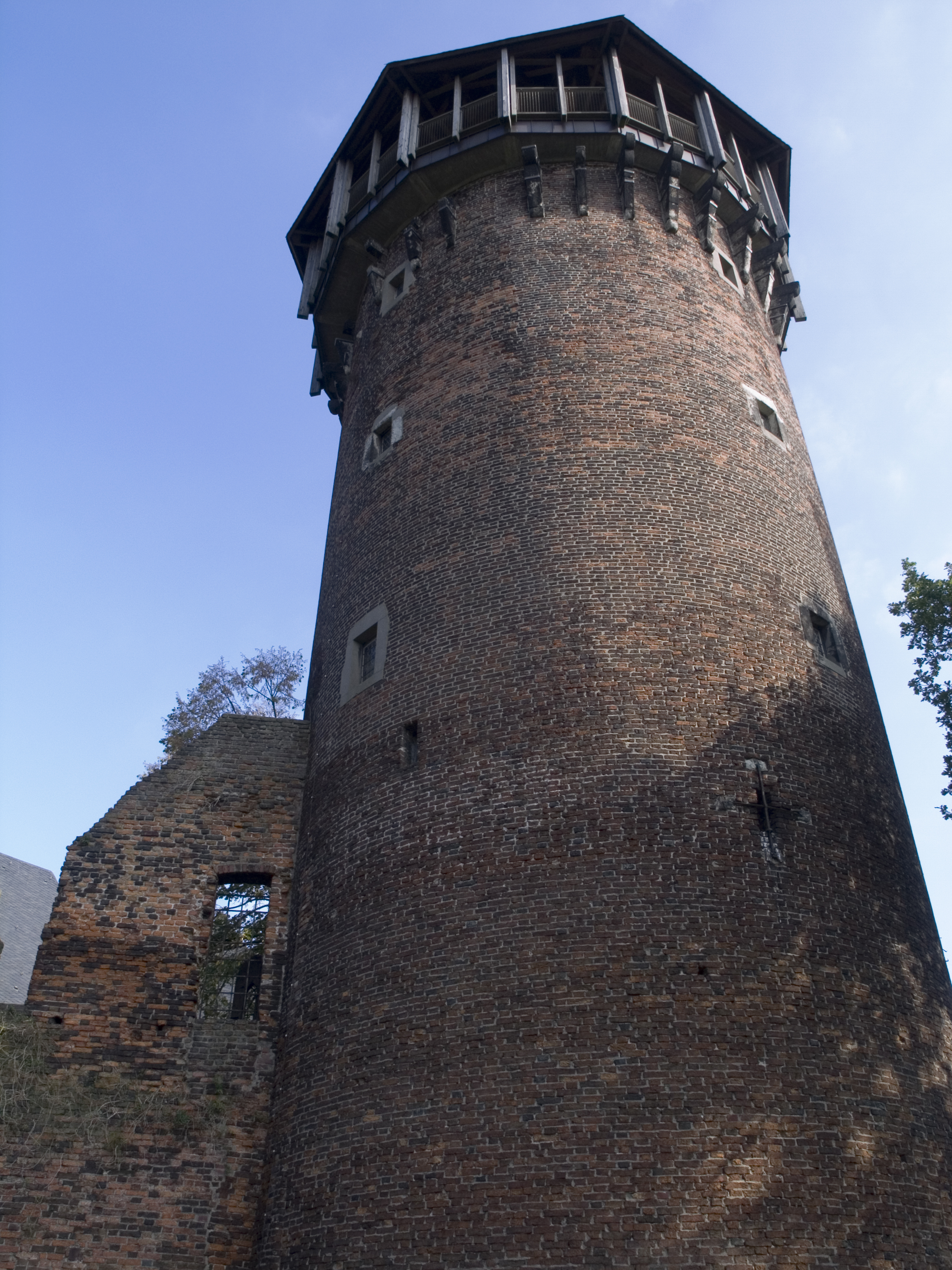
Донжон замка